# Nationale Conventie (Frankrijk)

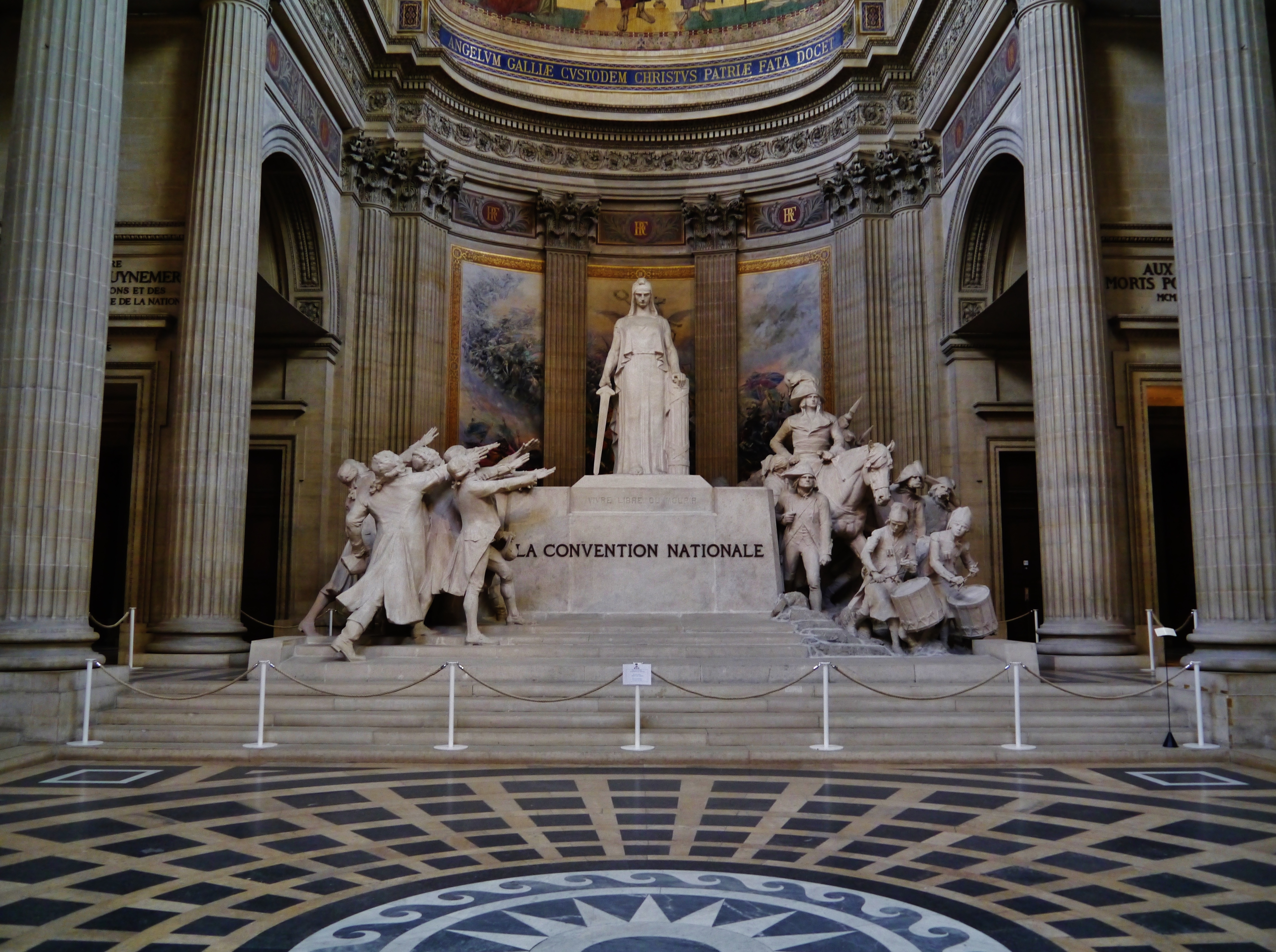
Autel de la Convention nationale of Autel républicain, Panthéon, Frankrijk

De Nationale Conventie (Frans: Convention nationale) was de constituante en wetgevende assemblee die onder de Franse Revolutie zetelde van 21 september 1792 tot 26 oktober 1795. Eerst was ze gevestigd in de Salle du Manège en vanaf 9 mei 1793 in de Salle des Machines. Haar voornaamste taak was een nieuwe grondwet aan te nemen na de schorsing van koning Lodewijk XVI. De Conventie, verkozen zonder standenonderscheid, besliste onmiddellijk om de monarchie definitief af te schaffen en vestigde zo de Eerste Franse Republiek. Ze voerde zelf het proces dat leidde tot de terechtstelling van Lodewijk XVI en nam de Grondwet van 1793 aan, die haast onmiddellijk werd opgeschort. De Nationale Conventie was toen namelijk reeds in conflict gekomen met de Commune van Parijs en had veel van haar macht verloren aan het Comité de Salut Public. Na de val van Robespierre kwam een einde aan de Terreur en bleef de Conventie nog een jaar aan. Ze stelde de Grondwet van 1795 op, die het bewind van het Directoire bewerkstelligde.

## Samenstelling
De Conventie telde 749 afgevaardigden. Er waren nog geen partijen of programma's, maar op basis van bepaalde affiniteiten worden soms de volgende groepen onderscheiden:
- de Gironde: liberalen, federalisten of conservatieven, met een 160 afgevaardigden
- de Montagne: links en extreem links met een 200 afgevaardigden
- de Plaine, of 'Marais': een middengroep van republikeinen met de resterende (389) afgevaardigden.

De montagnards en de girondijnen waren elkaars tegenstanders. De montagnards wilden verandering in en centralisering van het bestuur, terwijl de girondijnen zich verzetten tegen de invloed van de hoofdstad met de sansculotten. De Plaine was de wisselende meerderheid, zij bleven eerder neutraal.
Op straat was een heel andere groep de baas, namelijk de sansculotten. Ze waren herkenbaar aan hun rood–wit gestreepte broeken. Zij waren het meest revolutionair van allemaal.
Volgens Albert Soboul was de Conventie door een gedachte bezield: een einde maken aan het bestaan van de aristocratie en terugkeer van het ancien régime voor altijd onmogelijk te maken.

## Verloop
Na de Bestorming van de Tuilerieën was Lodewijk XVI voorlopig afgezet door de Wetgevende Vergadering, die besloot tot de verkiezing van een Nationale Conventie. Om te mogen stemmen moest men Fransman zijn, 21 jaar oud, sinds een jaar in Frankrijk gedomicilieerd, bekende inkomsten hebben en geen huisbediende zijn. Daarmee werd het kiezerskorps fors uitgebreid: van ongeveer 4,3 miljoen mannen in 1791 tot ongeveer 7 miljoen in 1792. De opkomst ging licht vooruit maar bleef laag. Als resultaat van de getrapte verkiezingen werden 749 afgevaardigden verkozen.
De eerste, nog officieuze bijeenkomst vond plaats op 20 september en de volgende dag al schafte de Conventie de monarchie af. De dag nadien, 22 september, was de eerste volledige dag van de Republiek en werd daarom het vertrekpunt van de Franse republikeinse kalender die de Conventie op 5 oktober instelde. De Conventie hield zich vervolgens bezig met het berechten van de koning, het debat over de nieuwe grondwet en het voeren van de oorlog in het buitenland. Al deze onderwerpen verscherpten de tegenstellingen.
In januari 1793 werd de voormalige koning Lodewijk XVI terechtgesteld en kwam het land in een chaos terecht. Het kampte met binnenlandse opstanden en militaire verliezen in het buitenland.
Op 24 mei besloten de girondijnen een onderzoek te doen naar de anarchie binnen de Commune van Parijs en de activiteiten van de sansculotten. Er werd een commissie (van twaalf girondijnen) geformeerd die Jacques-René Hébert, woordvoerder van het volk, gevangen liet nemen, vanwege zijn oproep tot geweld. Hébert moest onder druk van de Commune van Parijs worden vrijgelaten. Op 26 mei riep Robespierre het volk op tot verzet. Hij spoorde de sansculotten aan om de Conventie een lesje te leren. Op 27 mei werd de Conventie omsingeld door een grote menigte, die de vrijlating van gevangenen eiste. Op 29 mei organiseerden de secties zich door een comité van opstand in te stellen. Binnen dit comité werd de opstand van 31 mei en 2 juni 1793 gepland.
Op 31 mei legden vertegenwoordigers van de Commune van Parijs een programma voor ter verdediging van de revolutie. Zij eisten de arrestatie van girondijnen, stemrecht uitsluitend voor sansculotten, een vaste broodprijs, en de oprichting van een revolutionair leger. Alleen het voorstel om de commissie van twaalf op te heffen werd aangenomen. Brissot probeerde de jakobijnen het zwijgen op te leggen, door de club te laten sluiten, en het ontbinden van de Parijse gemeenteraad.
Op zondag 2 juni was het definitief afgelopen met de macht van de girondijnen. Na een tumultueuze vergadering en bij een hoofdelijke stemming onthield 2/3 van de afgevaardigden zich van stemmen. Enkel de montagnards en een aantal buitenlanders in de Conventie stemden voor. Toen de afgevaardigden naar buiten wilden treden, bleek de Conventie door 80.000 man Nationale Garde (en een joelende menigte?) omsingeld. De afgevaardigden werden door François Hanriot naar binnen gejaagd. Marat dicteerde in de Conventie een lijst met de namen met 29 girondijnen alsmede twee ministers (onder wie Charles-François Lebrun), die gevraagd werd hun zetel op te geven. Allen kregen huisarrest, maar een twintigtal wist te vluchten naar Caen, waar ze de Federalistische opstanden (mee) opzetten.
Binnen de Conventie was de strijd tussen de montagnards en de girondijnen beëindigd. De sansculotten hadden aanzienlijk aan invloed gewonnen.
In juli 1793 volgde de instelling van het Comité de Salut Public onder leiding van Maximilien Robespierre, dat een Schrikbewind uitoefende.
Op 4 februari 1794 bekrachtigde de Nationale Conventie het voorstel van Léger-Félicité Sonthonax om de slavernij af te schaffen.
Na de val van Robespierre op 28 juli 1794 nam de derde en laatste fase van de Nationale Conventie een aanvang (genaamd Convention thermidorienne). De harde revolutionairen werden nu vervolgd, maar na de royalistische Opstand van 13 Vendémiaire, nipt verijdeld door generaal Napoleon Bonaparte, nam de Conventie weer gas terug. Ze nam nog op 22 augustus 1795 de Grondwet van 1795 aan en kondigde op haar laatste zitting, 26 oktober, een algemene amnestie af voor feiten in nauw verband met de revolutie. Op 2 november begon het Directoire met zijn werk.

## Verbanning van de 'koningsmoordenaars'
De Restauratie onder koning Lodewijk XVIII sacraliseerde de in 1793 onthoofde koning-martelaar. Omdat het proces van Lodewijk XVI gevoerd was door de Nationale Conventie, kwamen de afgevaardigden die voor de doodstraf hadden gestemd in beeld als koningsmoordenaars. Toch werd in het belang van de pacificatie de cultus rond de regicide niet doorgetrokken naar een bestraffing van de daders, ook al omdat de onthoofde koning hen in zijn testament vergiffenis had geschonken. Het Charter van 1814 legde zelfs uitdrukkelijk vergetelheid op aan burgers en rechtbanken: geen onderzoek mocht worden gevoerd naar standpunten en stemmen vóór de Restauratie (artikel 11). Hoewel er onder de Witte Terreur ongetwijfeld represailles plaatsvonden op het terrein, was vergetelheid het officiële dogma.
Daar kwam verandering in door de Honderd Dagen, toen vele oud-revolutionairen opnieuw de kant van Napoleon hadden gekozen. De Tweede Restauratie toonde hen geen clementie. De vervolgingen van Fouché duurden tot de wet van 12 januari 1816 amnestie afkondigde. Onder de uitzonderingen was de eeuwige verbanning van de 'koningsmoordenaars' van 1793 (Conventionnels régicides), voor zover ze Napoleon hadden gesteund. Concreet ging het om 202 van de 241 afgevaardigden die nog in leven waren. Ze trokken naar de Duitse staten, de Zwitserse kantons of de Nieuwe Wereld, maar vooral ook naar het Verenigd Koninkrijk der Nederlanden. Brussel werd het voornaamste centrum van de ballingen.
Vanaf 1817 begon onder invloed van graaf Boissy d'Anglas een reeks individuele genadeverleningen, waardoor 57 voormalige conventieleden konden terugkeren. De overigen moesten wachten op de Julirevolutie van 1830.

### Algemeen
- Michel Biard, La liberté ou la mort. Mourir en député, 1792-1795, 2015, ISBN 9791021007314
- Roger Dupuy, Nouvelle histoire de la France contemporaine, vol. 2, La République jacobine. Terreur, guerre et gouvernement révolutionnaire, 1792-1794, 2005, ISBN 2020398184
- Alison Patrick, The Men of the First French Republic. Political Alignments in the National Convention of 1792, 1972
- Auguste Kuscinski, Dictionnaire des Conventionnels, 4 dln., 1916-1919 (heruitgegeven 1973)

### Over de verbanning
- François Antoine e.a. (eds.), Déportations et exil des Conventionnels, 2018, ISBN 9782908327977
- Côme Simien, La Convention interminable: les régicides au tribunal du passé (1815-1830), in: Annales historiques de la Révolution française, 2015, nr. 3, p. 189-211
- Bettina Frederking, "La condamnation des régicides en France sous la Restauration, entre culpabilité collective et conflit mémoriel", in: Paul Chopelin et Sylvène Édouard (eds.), Le sang des princes. Cultes et mémoires des souverains suppliciés, XVIe-XXIe siècle, 2014, p. 115-129
- Sylvie Aprile, Le Siècle des Exilés. Bannis et proscrits de 1789 à la Commune, 2010, ISBN 9782271069108
- Emmanuel Fureix, Regards sur le(s) régicide(s), 1814-1830. Restauration et recharge révolutionnaire, in: Siècles, 2006, nr. 23, p. 31-45
- Raymond Huard, "Les conventionnels 'régicides' après 1815. Aperçu historiographique et données historiques", in: Roger Bourderon (ed.), Saint-Denis ou le jugement dernier des rois, 1993, p. 283-300